# Gays
Gays – wieś w Stanach Zjednoczonych, w stanie Illinois, w hrabstwie Moultrie.

## Demografia
Zgodnie ze spisem statystycznym z 2000, miasto liczyło 259 mieszkańców. W 2023 liczba mieszkańców spadła do 214 osób, a gęstość zaludnienia poniżej 195 osób/km².